# 3401 Vanphilos
3401 Vanphilos eller 1981 PA är en asteroid i huvudbältet som korsar Mars omloppsbana. Den upptäcktes 1 augusti 1981 av Harvard College-observatoriet. Den är uppkallad efter Vanessa Hall och Philip Osborne.
Asteroiden har en diameter på ungefär 7 kilometer.